# The Vicar of Wakefield (film fra 1916)
 For alternative betydninger, se The Vicar of Wakefield. (Se også artikler, som begynder med The Vicar of Wakefield)
The Vicar of Wakefield er en britisk stumfilm fra 1916 af Fred Paul. Filmens manuskript er baseret på romanen af samme navn ved Oliver Goldsmith fra 1766.

## Medvirkende
- John Hare som Dr. Charles Primrose.
- Laura Cowie som Olivia Primrose.
- Ben Webster som Sir William.
- Marie Illington som Mrs. Primrose.
- A.E. George som Jenkinson.